# Neocautinella neoterica
Genre
Espèce
Synonymes
- Erigone neoterica Keyserling, 1886
- Neocautinella ochoai Baert, 1990

Neocautinella neoterica, unique représentant du genre Neocautinella, est une espèce d'araignées aranéomorphes de la famille des Linyphiidae.

## Distribution
Cette espèce se rencontre en Bolivie, au Pérou et en Équateur y compris aux îles Galápagos.

## Description
Le mâle décrit par Miller en 2007 mesure 2,25 mm et la femelle 1,95 mm

## Publications originales
- Keyserling, 1886 : Die Spinnen Amerikas. Theridiidae. Nürnberg, vol. 2, p. 1-295 (texte intégral).
- Baert, 1990 : Spiders of the Galápagos. Part V. Linyphiidae. Bulletin of British arachnological Society, vol. 8, no 5, p. 129-138.